# Zetta (keresztnév)
A Zetta Magyarországon anyakönyvezhető női név. Jelentése a Zita névváltozataként: sebes, gyors.

## Névnap
április 27.

## Névváltozatok
Zeta, Lizetta, Zita